# Борласка (Ђенова)
Борласка је насеље у Италији у округу Ђенова, региону Лигурија.
Према процени из 2011. у насељу је живело 51 становника. Насеље се налази на надморској висини од 525 м.